# Porte de Korsoun

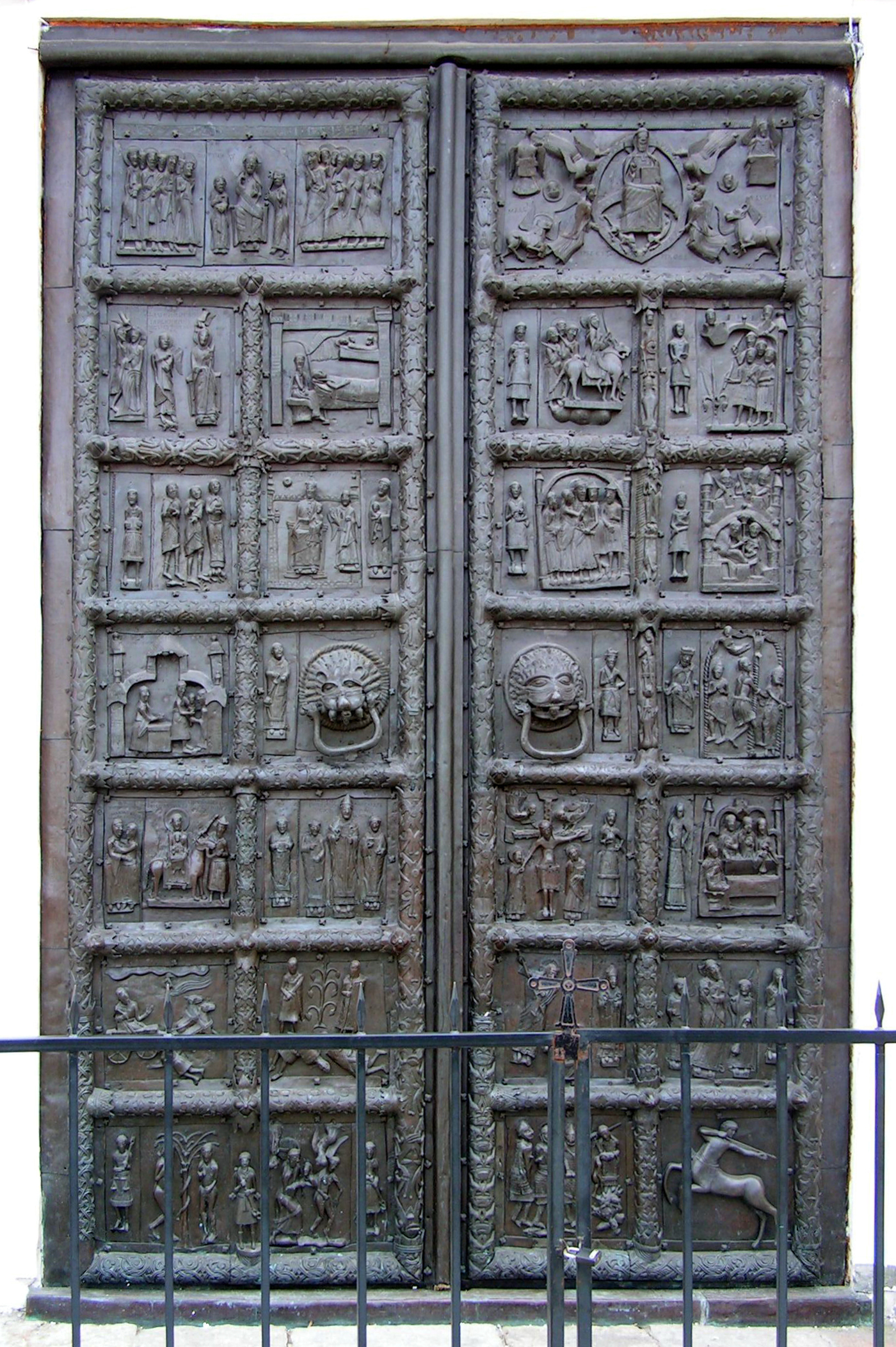
La porte de Korsoun.

La porte de Korsoun ou les portes de Мagdebourg, ou portes de Płock, ou encore portes de Sigtuna (russe : Магдебургские врата, polonais : drzwi Płockie) sont les différents noms données aux portes primitivement attachées à la chapelle de la Nativité de la Vierge dans la cathédrale Sainte-Sophie de Novgorod. Après avoir été restaurées par Maître Avram de Novgorod, elles ont été déplacées vers le portail ouest de la cathédrale. Durant des siècles elles servirent d'entrée solennelle de la cathédrale. Actuellement, elles ne sont plus ouvertes qu'à l'occasion des grandes fêtes, lorsque c'est l'archevêque de Novgorod qui officie.

## Provenance
Selon une des versions, les portes auraient été réalisées à Magdebourg en 1153 pour la cathédrale de Płock en Pologne. Actuellement, seule une réplique réalisée en 1980 est visible à Płock. Les portes originales sont à Novgorod depuis le deuxième quart du XVe siècle. La première mention écrite de ces portes date du XVIIIe siècle, dans un inventaire de la cathédrale Sainte-Sophie, sous le nom de Korsoun, déformation du grec Kherson. Selon Louis Réau, cette référence à Korsoun ne désigne ni l'actuelle ville de Kherson (fondée en 1778), ni la colonie grecque antique de Cherson (près de l'actuelle Sébastopol), mais plus généralement les œuvres très anciennes, sans autre précision. Dans un autre inventaire datant de 1803, elles sont désignées comme « allemandes ». Dès le milieu du XVe siècle, il existe une légende suivant laquelle les portes auraient été amenées de Constantinople par le prince Saint Vladimir.       
Dans une version publiée par Friedrich von Adelung en 1823, les portes sont présentées comme un trophée de guerre ramené en 1187 de la ville suédoise de Sigtuna par les Novgorodiens, sous le nom de portail de Sigtuna.

## Description
Les portes ont été réalisées par des artistes occidentaux. C'est comme cela que s'explique le caractère, non pas orthodoxe mais catholique, des images en relief dont elle est couverte. Il s'agit de scènes de l'Ancien Testament et du Nouveau Testament, animées par des personnages humains, des animaux, des détails architecturaux réalisés avec une grande maîtrise. Les sujets sont arbitrairement disposés et ne concordent pas avec l'iconographie byzantine. Les plaques de bronze qui recouvrent les panneaux de bois n'offrent pas le précieux damasquinage avec des lamelles d'or ou d'argent réalisés par les ciseleurs byzantins. 
Les caractères du style, le détail des costumes contredisent encore une origine byzantine.      
Mais ce qui tranche la question, c'est la présence d'inscriptions latines à côté desquelles ont été gravées des traductions russes. Sous le Christ en majesté est gravée l'inscription : Ipse est rex Gloriae. Sur l'allégorie de la Force est traduit le mot « pauvreté » en latin : paupertas. Les mots Christus descendit ad inferos figurent sur l'image du Christ à côté de celle de l'évêque Wichmann de Seeburg.
Parmi les scènes et personnages représentés sur les portes qui sont représentés dans 24 tableaux, auxquels s'ajoutent deux tableaux supérieurs occupant toute la largeur des portes, on peut détailler :
- 1. Wichmann de Seeburg à côté du Christ descendant aux limbes (1152—1192) ;
- 2. Alexandre de Malonne (1129—1156) qui a commandé la réalisation des portes ;
- 3. Une scène de la Création d'Ève, où l'on voit Dieu extraire littéralement la première femme de la côte d'Adam. Les anges ont la tête en bas ;
- 4. Une allégorie de la Force triomphant de la Pauvreté. Deux chevaliers foulent aux pieds deux guerriers renversés ;
- 5. Une Mandorle du Christ en majesté, foulant l'aspic et le basilic ;
- 6. Les poignées de portes représentent une figure d'animal dont la mâchoire retient la tête de deux serpents reliés entre eux par un seul corps. Les deux têtes d'animaux des poignées représentent des gardiens de l'enfer et rappellent au visiteur l'arrivée imminente du Jugement dernier.

Selon Louis Réau, le style de ces portes fait penser à une réalisation de l'art roman germanique. Les ateliers de Saxe étaient les seuls qui pouvaient rivaliser avec Constantinople et qui bien avant la fonderie des Vischer de Nurenberg exportaient leurs œuvres jusqu'en Italie du nord et dans l'Orient slave.
Les portes de Bernward de la cathédrale de Hildesheim, datant de 1015, sont une réalisation qui provient de Basse-Saxe ; de même, la colonne en bronze de l'évêque Bernward de Hildesheim, qui servait de support à un cierge pascal et dont les bas-reliefs en spirale imitent la Colonne de Trajan; et encore les portes en bronze de la Basilique San Zeno de Vérone.
La présence de deux évêques, Wichmann de Seeburg et Alexandre de Malonne, peut s'expliquer comme suit : sous l'épiscopat de Wichhmann (1156-1192) l'évêque de Płock Alexandre de Malonne a commandé les portes. Elles auraient ensuite été achetées par des marchands de Novgorod qui en firent hommage à leur cathédrale.

Détails
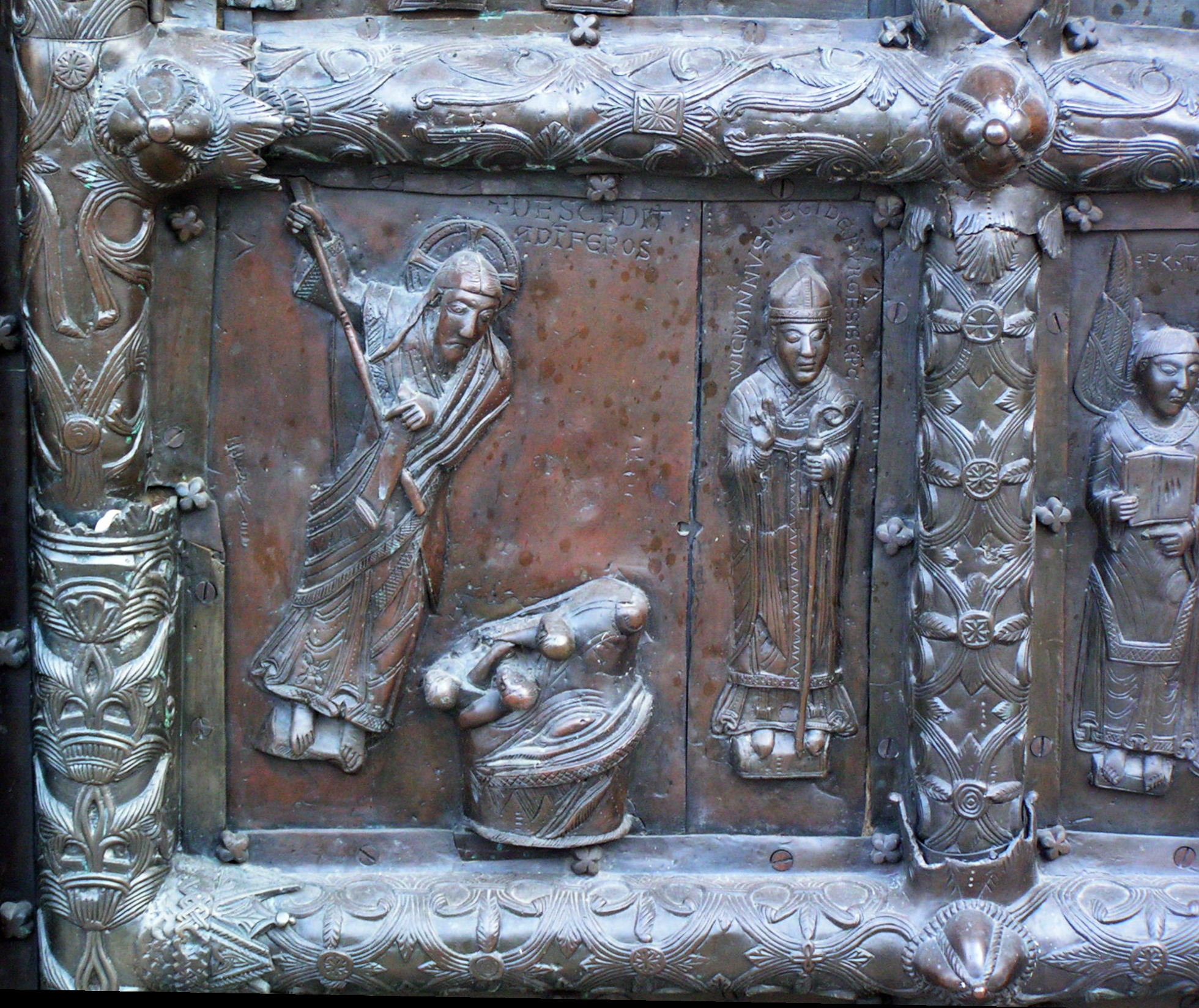
L'évêque Wichmann de Seeburg
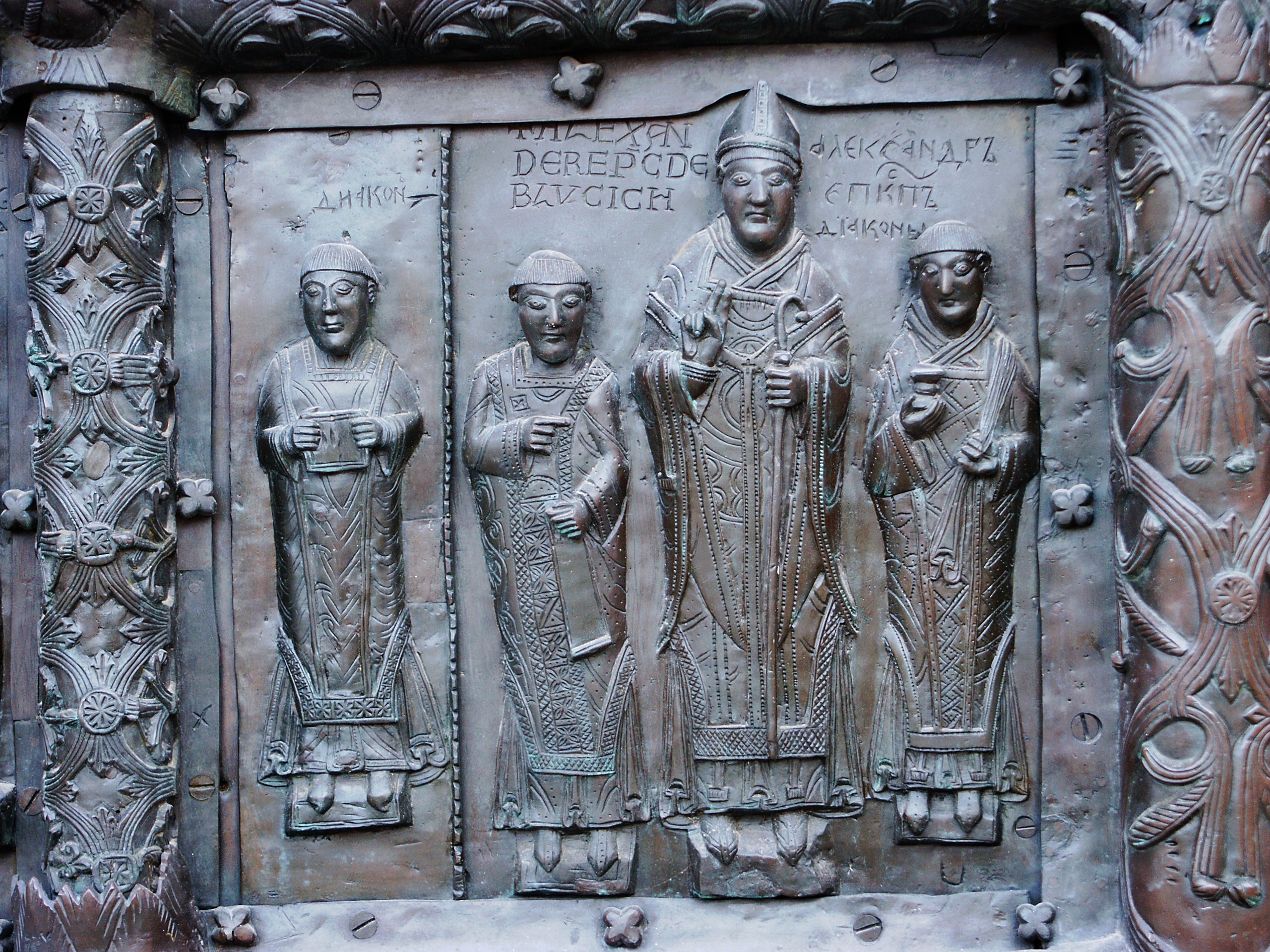
L'évêque Alexandre de Malonne
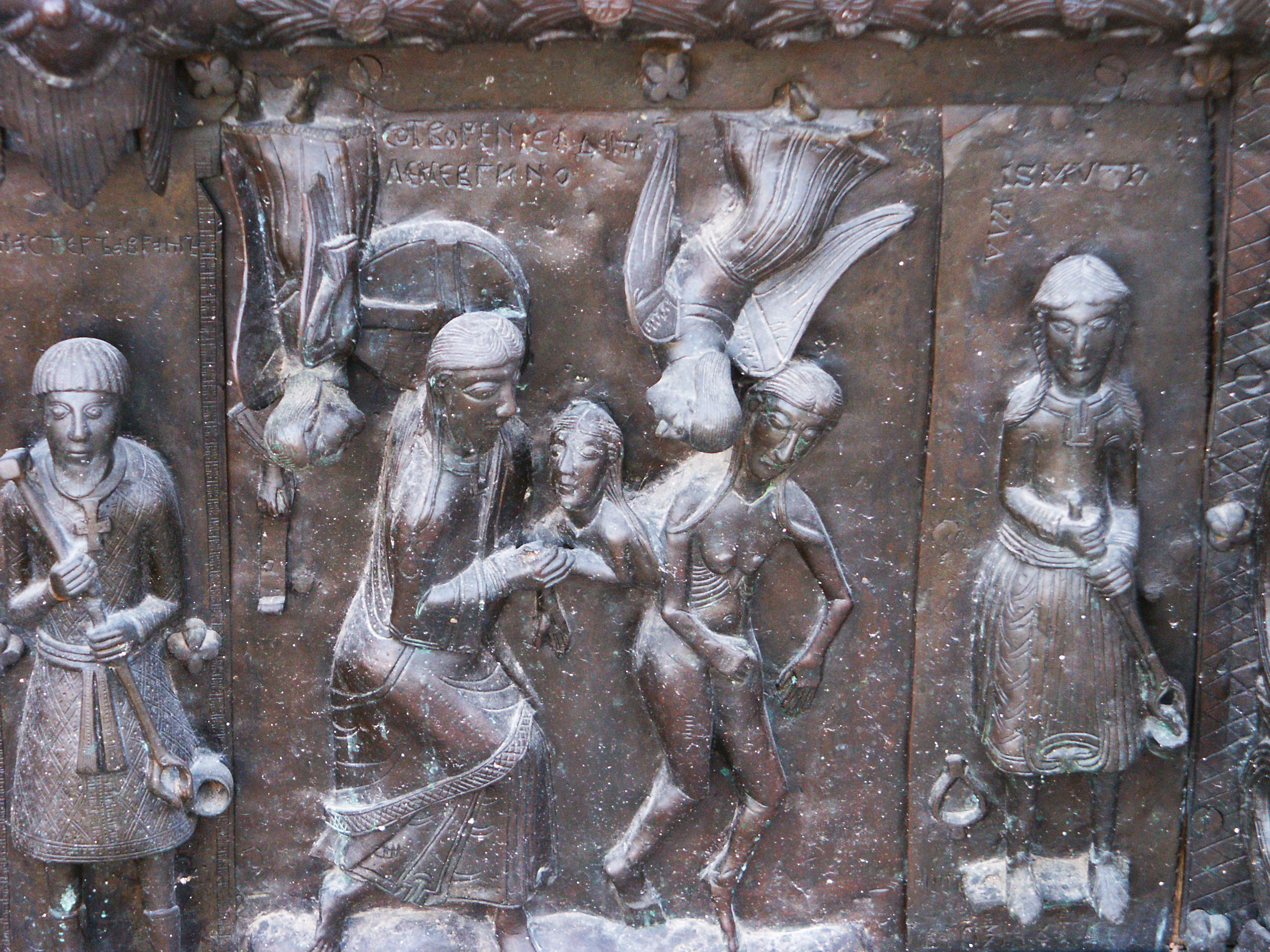
Création d'Ève
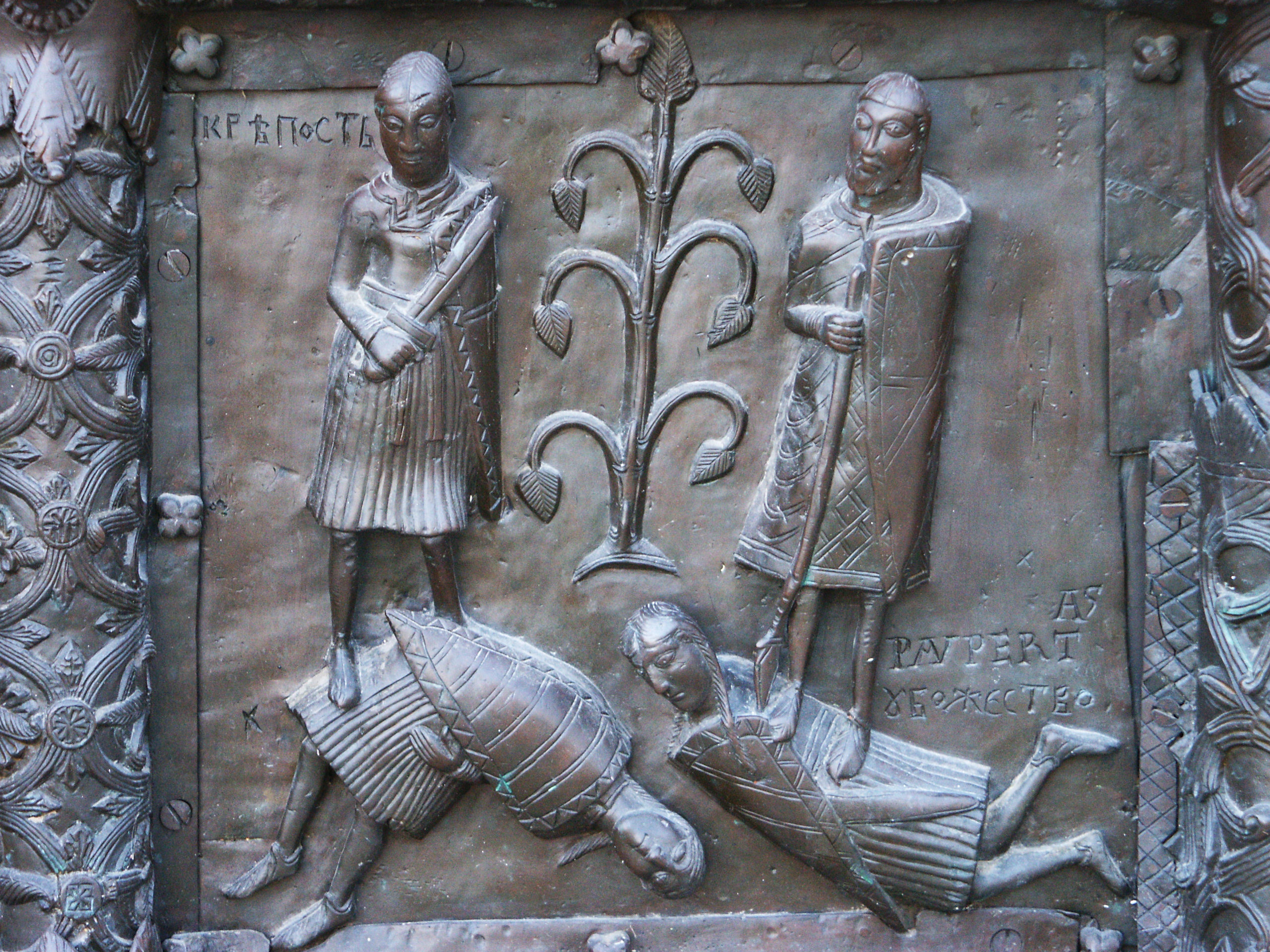
Allégorie de la Force triomphant de la Pauvreté
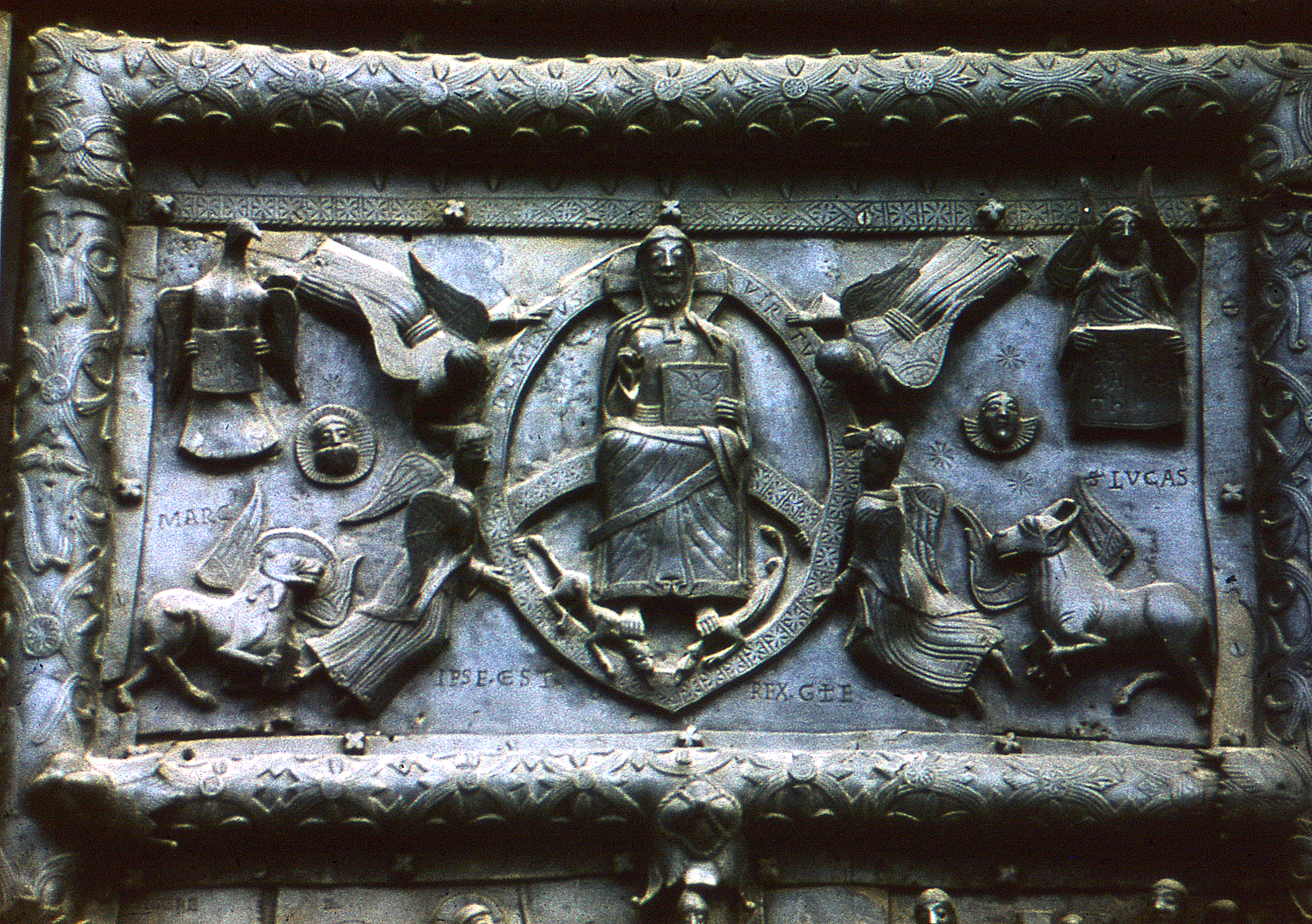
Christ en majesté foulant l'aspic et le basilic
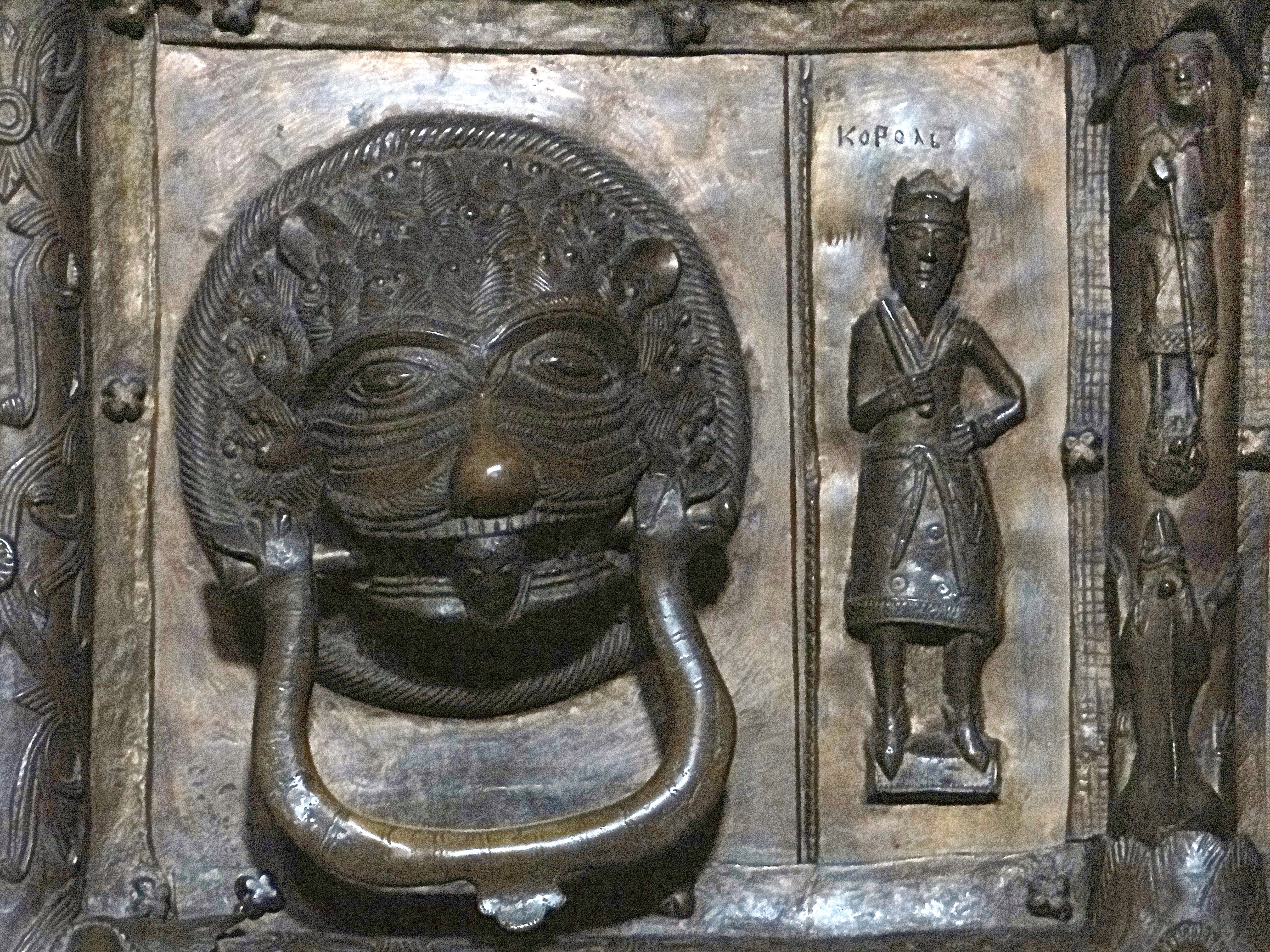
Poignée de la porte

## Source
- (ru) Cet article est partiellement ou en totalité issu de l’article de Wikipédia en russe intitulé « Магдебургские врата » (voir la liste des auteurs).